# Administrarea conținutului
Administrarea conținutului sau Content management (expresie engleză cu traducerea "managementul conținutului") se referă în principal la totalitatea proceselor prin care trece conținutul paginilor de Internet sau prin care trec resursele informatice (text, imagini, video) și paginile de Internet ale siturilor web. Poate fi vorba despre orice fel de resurse digitale publicate pe Internet într-o zonă publică sau cu acces restricționat. Managementul de conținut, ca activitate specifică Internetului, poate fi aplicat la fel de bine și în cazul intraneturilor, cazuri în care noțiunea se referă la administrarea unor resurse digitale la care au acces doar membrii acelei rețele (arhivare, administrare arhivă, gestiune resurse).
Diversitatea ce poate fi întâlnită pe Internet face aproape imposibilă definirea unor workflow-uri standard ce pot fi aplicate în mai multe cazuri, însă când este vorba de paginile de Internet ale publicațiilor (portal, sit, blog, etc.), se pot identifica o serie de roluri generale ale procesului de management de conținut.
Existența acestor roluri în workflow-ul de management de conținut al siturilor este evident condiționată de cantitatea de resurse digitale implicate și de dimensiunile și bugetul proiectelor.
Optimizarea conținutului și impactul asupra managementului de conținut
Un aspect esențial în administrarea conținutului web este optimizarea acestuia pentru motoarele de căutare. Indiferent dacă vorbim despre texte, imagini, materiale video sau audio, fiecare element trebuie să fie structurat astfel încât să fie ușor indexat de Google și alte motoare de căutare. În 2025, optimizarea site-ului nu mai este un simplu avantaj competitiv, ci o necesitate absolută pentru orice platformă digitală.
1. Viteza de Încărcare și Performanța Site-ului
Un site care se încarcă rapid nu doar că oferă o experiență mai bună utilizatorilor, dar este și favorizat de Google în clasamentele de căutare. Pentru managerii de conținut, acest lucru înseamnă că trebuie să optimizeze constant resursele digitale, cum ar fi imaginile și videoclipurile, reducând dimensiunile fișierelor fără a compromite calitatea. Implementarea unui sistem de cache și utilizarea unei rețele de livrare a conținutului (CDN) sunt două strategii esențiale.
2. Optimizare SEO pentru Mobil
Managementul de conținut trebuie să țină cont și de experiența pe dispozitivele mobile. Un design responsive și un conținut adaptat pentru ecrane mai mici sunt acum obligatorii, mai ales că Google utilizează “mobile-first indexing”. Testarea site-ului cu instrumente precum Google Mobile-Friendly Test este o practică recomandată.
3. Optimizarea Imaginilor și Fișierelor Multimedia
Un alt element important în administrarea conținutului este optimizarea imaginilor și fișierelor multimedia. De exemplu, fiecare imagine trebuie să aibă un atribut “alt” descriptiv, să fie comprimată pentru a reduce timpul de încărcare și să fie denumită corespunzător pentru a îmbunătăți indexarea. Aceeași regulă se aplică și pentru materialele video, unde adăugarea de subtitrări și descrieri optimizate SEO poate crește semnificativ vizibilitatea.
4. Conținut de Calitate și Relevanță
Calitatea conținutului publicat pe un site influențează atât poziționarea în motoarele de căutare, cât și nivelul de engagement al utilizatorilor. Un manager de conținut trebuie să se asigure că articolele sunt informative, bine structurate și scrise într-un stil accesibil. Mai mult, utilizarea corectă a cuvintelor cheie este esențială pentru a evita canibalizarea SEO și pentru a direcționa corect traficul pe pagini relevante.
5. Optimizarea URL-urilor și a Meta Descrierilor
URL-urile clare și structurate corect ajută atât utilizatorii, cât și motoarele de căutare să înțeleagă mai bine structura site-ului. De asemenea, o meta descriere bine scrisă, cu un mesaj convingător și cuvinte cheie relevante, poate crește rata de clic (CTR) din paginile de rezultate Google.
6. Audit SEO și Îmbunătățirea Continuă
Administrarea conținutului nu este un proces static, ci necesită ajustări periodice. Un audit SEO regulat ajută la identificarea punctelor slabe ale site-ului și oferă soluții pentru optimizare continuă. Monitorizarea performanței SEO poate fi realizată prin instrumente precum Google Search Console, Ahrefs sau SEMrush.
Managementul conținutului și optimizarea site-ului merg mână în mână. Un conținut bine administrat, optimizat corect și actualizat constant este cheia pentru creșterea vizibilității online și pentru atragerea unui public relevant.

## Web Content Management
"Web Content Management" poate fi definit ca fiind disciplina administrării siturilor, fără a discuta rolul specific al acestora și implicații ale programării.

### Materiale scrise
În cazul textelor online, pot fi identificate rolurile evidente cum ar fi autori ai textelor, corectori și traducători. În cazul webul-ui apar și alte roluri foarte importante cum ar fi responsabilul de publicație (sit), care în principal analizează cererea de conținut a utilizatorilor sit-ului și cere autorilor materiale care să satisfacă aceste cerințe sau, pe baza respectării unei politici editoriale specifice, este responsabil de rezultatele finale ale sit-ului. De asemenea sunt foarte des întâlnite cazurile în care managerul de conținut este în același timp și autorul articolelor, persoana care publică articolele și face optimizarea numită Search Engine Optimization - SEO. Rolul de a publica și a edita sit-ul revine publicatorului (publisher).
Unul dintre cele mai importante roluri în managementul de conținut în web este rolul de optimizare SEO, ce implica și optimizarea textelor sit-ului pentru a fi identificate și clasificate corect de către motoarele de căutare.

### Fotografii si imagini
Rolul managerului de conținut nu se oprește doar la responsabilitatile legate de text, ci se aplica în general asupra tuturor elementelor prezentate de sit. În cazul imaginilor el poate defini anumite cerințe legate strict de conținutul acestora (încadrare, conținut propriu-zis, etc.) Publicatorul, ca și în cazul materialelor text, este responsabil pentru lansarea/publicarea conținutului. Optimizarea SEO a conținutului implica și optimizarea imaginilor.

### Materiale video
Managerul de conținut are rolul de a formula cerintele legate de materialele video ale sitului, pe baza analizei audienței/traficului, independent de sursa sau de procesul de producție a materialelor video pentru Internet. Publicatorul are responsabilitatea de a publica materialul video în sit pe baza specificațiilor managerului de conținut. Optimizarea SEO este implicita chiar și în cazul materialului video.

### Materiale audio
La fel ca și în cazul materialelor video, managementul de conținut este realizat de către managerul de conținut (responsabil de politica editorială), publicator (responsabil de lansarea și administrarea conținutului) și de către specialistul SEO.